# Elena Vladislavovna Nikolaeva
Elena Nikolaeva (Krasnojarsk, 13 settembre 1955) è una regista sovietico, dal 1991 russo.

## Filmografia parziale

### Regista
- Popsa (2005)
- Vanečka (2007)